# Iñaki Galdos
Iñaki Galdos Irazabal es un político español de ideología nacionalista vasca nacido en Oñate (Guipúzcoa) el 23 de abril de 1966.

## Formación y primeros años
Es licenciado en Filología Vasca e inició su andadura política en la Federación Vasca de Pelota. A mediados de los años noventa fue condenado a 18 meses de cárcel por insumisión al servicio militar obligatorio. Trabajó en la docencia y en los medios de comunicación.

## Trayectoria política
Se afilió a Eusko Alkartasuna en 1995. Ese año fue elegido concejal en su pueblo natal, Oñate. Fue el secretario de comunicación de la ejecutiva regional de Guipúzcoa entre 1996 y 2000, para pasar a ser secretario general en dicho territorio entre 2000 y 2001, fecha en la que pasó a ejercer la presidencia. Fue parlamentario vasco en la VI legislatura (1998-2001) y juntero en las Juntas Generales de Guipúzcoa entre 2003 y 2007, en las que ejerció la portavocía de su grupo. Desde 2007 hasta 2011 fue el primer teniente de Diputado General de Guipúzcoa, merced al acuerdo de coalición entre el PNV y EA, y diputado foral de Deportes y Acción Exterior.
En 2009 dejó Eusko Alkartasuna y encabezó una escisión denominada en un primer momento Alkarbide y posteriormente Hamaikabat, manteniendo sus cargos en la Diputación Foral y las Juntas Generales.
El 29 de noviembre de 2009, en la segunda jornada del congreso fundacional de Hamaikabat celebrado en el Palacio Kursaal de San Sebastián, fue elegido presidente del partido. Acompañándole en la dirección del partido, fue elegido Eneko Oregi como vicepresidente.
En el segundo congreso de Hamaikabat, celebrado el 30 de julio de 2011, dejó la presidencia del partido.
| Predecesor: - | Primer Teniente de Diputado General Diputación Foral de Guipúzcoa 2007 - 2011 | Sucesor: Ikerne Badiola |

- Datos: Q11684208
- Multimedia: Iñaki Galdos / Q11684208